# Norma Bates
Norma Bates es un personaje ficticio creado por Robert Bloch en su novela de 1959 Psicosis. El personaje ha aparecido en la película Psicosis de 1960 dirigida por Alfred Hitchcock, en sus tres secuelas, en el remake de 1998 y en la serie de televisión Bates Motel, interpretada por Vera Farmiga. Es madre y víctima del asesino serial Norman Bates. Aunque se trata de un personaje importante en la trama original, en la novela apenas se le menciona y solo aparece como un cadáver cuya voz es aportada por las actrices Virginia Gregg, Jeanette Nolan, Alice Hirson y Rose Marie en las películas. Fue interpretada por la actriz Olivia Hussey como un personaje vivo por primera vez en la precuela de 1990 Psycho IV: The Beginning. En la serie Bates Motel, sin embargo, es uno de los principales personajes junto a su hijo Norman y es interpretada por la actriz Vera Farmiga.

## Características del personaje
Tanto en la novela como en la primera adaptación cinematográfica se explica que después de la muerte de su esposo, Norma crio a su hijo Norman con crueldad: le impidió tener una vida alejado de ella y le inculcó que las relaciones sexuales eran pecado y que todas las mujeres en el mundo (excepto ella) eran prostitutas. Incluso en algunos momentos de la novela se insinuó que su relación era incestuosa.
Por muchos años, Norma y Norman vivieron juntos en el pequeño pueblo de Fairvale, California, alejados de cualquier otra compañía humana. Cuando Norman es un adolescente, su madre conoce a Joe Considine (Chet Rudolph en Psycho IV: The Beginning), con quien empieza una relación amorosa. Considine convence a Norma de abrir un motel. Norman empieza a sentir celos de Joe y termina asesinando a su madre y a Considine. Luego deja una nota en la que hace parecer que Norma mató a Considine y que terminó suicidándose. Sin poder reponerse de la pérdida de su madre, Norman roba el cuerpo de Norma y lo momifica, hablando constantemente con el cadáver como si aún viviera. También se viste con las prendas de Norma y se comporta como ella.

## Apariciones

### Cine
- Psicosis (1960)
  - Voz de Virginia Gregg, Jeanette Nolan y Paul Jasmin.
- Psicosis II (1983)
  - Voz de Virginia Gregg.
- Psicosis III (1986)
  - Voz de Virginia Gregg.
- Bates Motel (1987)
  - Como un cadáver.
- Psicosis IV (1990)
  - Interpretada por Olivia Hussey.
- Psicosis (1998)
  - Voz de Rose Marie.

### Televisión
- Comercial de Oatmeal Crisp (1990)
  - Voz de John Kassir.
- Bates Motel (2013–2017)
  - Personaje principal (llamada Norma Louise Bates), interpretada por Vera Farmiga, actriz nominada para un premio Primetime Emmy y ganadora de los premios Saturn y People's Choice por su representación de Norma Bates.[3][4]